# Sephena errena
Sephena errena är en insektsart som beskrevs av Medler 2000. Sephena errena ingår i släktet Sephena och familjen Flatidae. Inga underarter finns listade i Catalogue of Life.